# Общинне землеволодіння
Общинне землеволодіння, також общинна власність на землю — одна з найдавніших земельних форм відносин, належність певної земельної ділянки селянській общині. Це форма земельної власності в середньовіччі, яка багатьох країнах світу була основою господарського устрою та землекористування у сільських поселеннях жителі кожного з яких становили окрему общину (в Україні община мала назву «громада»). земля надавалася в розпорядження мирянам в сільській общині для розподілу між окремим дворами, які тривалий час користувалися своїми наділами без права власності на них. Община несла пов'язані з володінням землею податкові та інші повинності селян, перерозподіляла між дворами виконання повинностей, що накладалися на общину, розподіляла та періодично перерозподіляла свої землі між «селянськими дворами» общини залежно від кількості членів двору («душ»), у тому числі «їдців» та працездатних. Розпорядження землями общини здійснювалося за рішенням її органу самоуправління — сходку жителів сільського поселення. 
Від общини кожний селянський двір отримував у користування ділянку польової землі та інших угідь, які обробляв разом із членами своєї родини. За рішенням сходки виконувалися деякі роботи по спільному використанню земель общини щодо облаштування доріг, окультурення пасовищ та сіножатей тощо. Сільськогосподарське землекористування за общинної власності на землю мало характер тимчасового і значною мірою нівелювало заінтересованість селян в ефективному використанні виділених їм земельних ділянок. З розвитком суспільного виробництва в переважній більшості країн общинне використання земель поступилося місцем селянському (фермерському) землекористуванню, в основі якого лежить приватне (сімейне) володіння землею. Як вид сільськогосподарської діяльності фермерське господарство в Україні почало розвиватися з 2-ї половини 1990-х років з частковим введенням приватної власності на землю.

## Африка
Основа традиційної соціальної організації гусіїв народу банту у Східній Африці — патріархальна община. У них зберігаються вікові класи, племінні вожді, старійшини селищ, общинне землеволодіння тощо.

## Мексика
У Мексиці общинна земля відома як ехідо. (див. також Чіапасський конфлікт)